# Костарева-Извекова, Ольга Александровна
Ольга Александровна Костарева-Извекова (29 мая 1889 — 28 октября 1968) — российский математик, геофизик, метеоролог.

## Биография
Родилась в семье Софьи Семеновны Ивановой, русской потомственной дворянки, одной из первых в России женщин-врачей – гинекологов, и ее гражданского мужа, адвоката Александра Яковлевича Пассовера. Пассовер отправил Софью Семеновну на время родов в Лондон, где она фиктивно вышла замуж за преподавателя английского языка Вернера, родила девочку, развелась и вернулась в Россию с новорожденной дочерью через два месяца.
Ольга была крещена в англиканской церкви в Берлине 26 июля 1893 года.
Софья Семеновна Иванова умерла в Швейцарии в возрасте тридцати пяти лет от чахотки, когда Ольге было всего пять лет. После смерти матери Ольгу воспитывала тетя Надежда Семеновна Иванова. Детство Ольги прошло в Гатчине в доме, купленном Пассовером, который считался ее опекуном. Пассовер подавал прошение об удочерении Ольги, но ему как еврею было в этом отказано.
Ольга окончила лучшую гимназию в Петербурге, гимназию Таганцевой. Она в совершенстве владела тремя иностранными языками – английским, французским и немецким, играла на рояле, занималась рисованием, плаванием, верховой ездой.
В 1907 году Ольга поступила на физико-математический факультет Высших женских курсов (на отделение чистой математики), который закончила в 1912 году. В 1908 году она вышла замуж за студента Института инженеров путей сообщения императора Александра I Николая Николаевича Костарева. В 1913 году в числе первых российских женщин Ольга сдала Государственный экзамен по программе Санкт-Петербургского университета. В 1914 году она представила работу, которая была одобрена комиссией, и тогда «на основании закона от 19 декабря 1911 года и циркуляра Министерства народного просвещения от 12 марта 1913 года» ей был присужден диплом первой степени Санкт-Петербургского университета.
С 1914 по 1918 годы Ольга Александровна преподавала математику на Высших женских курсах. В начале 1918 года, спасаясь от голода, она уехала вместе с детьми в Вятскую губернию, где до 1919 года работала в сельском кооперативе. Там она получила разрешение открыть в большом селе Коса школу второй ступени для крестьянских подростков. С 1919 по 1922 годы Ольга Александровна была учительницей математики и директором этой школы. В 1922 году Ольга Александровна с детьми вернулась в Петроград. Сразу после приезда Костарева поступила работать в Главную геофизическую обсерваторию. Она была зачислена сначала адъюнктом, а затем ее перевели в отдел теоретической метеорологии на должность старшего научного работника. Заведующим отделом был выдающийся физик и математик А.А. Фридман. С 1924 года Ольга Александровна также начала вести занятия, а затем читать лекции по физике на первом курсе Ленинградского политехнического института сначала под руководством А.Ф. Иоффе, затем В.В. Скобельцына.
В 1925 году О.А. Костарева официально развелась с Н.Н. Костаревым. После командировки в Германию, в 1928 году Ольга Александровна вышла замуж за профессора Бориса Ивановича Извекова.
Весной 1935 года Костареву как рожденную в Англии высылают из Ленинграда на пять лет в Саратов перед самой защитой докторской диссертации. Незадолго до высылки она несколько месяцев просидела в тюрьме. В Саратове Ольга Александровна устроилась на работу в Сельскохозяйственный институт (1935–1937 гг.). Также она работала учительницей в школе. 
25 ноября 1937 года Костарева была арестована по обвинению в проведении антисоветской деятельности и приговорена к 10 годам лишения свободы. Постановлением начальника Управления НКВД по Саратовской области от 23 марта 1940 года уголовное дело было прекращено за отсутствием состава преступления.
Весной 1940 года Ольга Александровна приезжает в Ленинград на один день. После хлопот ее мужа Б.И. Извекова Костаревой было разрешено вернуться на постоянное жительство в Ленинград. 7 июня 1940 года был зарегистрирован брак О.А. Костаревой и Б.И. Извекова. Она получила новый паспорт, в котором записалась еврейкой.
Когда началась война, летом 1941 года, Ольга Александровна вместе с младшей дочерью Таней уехала в эвакуацию в деревню Ануфриево, недалеко от Череповца, где стала преподавать в школе математику. Ее муж, Б.И. Извеков, остался в блокадном Ленинграде, ожидая эвакуации с Ленинградским университетом. Но зимой 1942 года его арестовали и по приговору суда от 23–25 апреля 1942 года приговорили к расстрелу с конфискацией имущества. Он умер в тюрьме 22 июня 1942 года, не дождавшись расстрела, который был заменен 10 годами тюрьмы.
Летом 1943 года Извекова с дочерью Таней переехала в Саратов. Она работала в прачечной, в артели «Сортсемовощ», сторожем на бахче, затем по ходатайству академиков Н.Е. Кочина, В.А. Фока и В.И. Смирнова с октября 1944 года стала работать доцентом в Саратовском университете на механико-математическом факультете на кафедре теории упругости. Единственной публикацией О.А. Костаревой-Извековой за 1940-е годы, которую удалось обнаружить, был «Астрономический школьный календарь» за 1948 год, в котором Ольга Александровна написала раздел «Юбилейные даты в астрономии», рассказав об Эйлере, Лапласе и Кавендише.
В сентябре 1951 года О.А. Костарева-Извекова была уволена за космополитизм. С октября 1951 по 1952 год Извекова работает в Казахстане, в Гурьевском учительском институте доцентом кафедры физики и математики. В 1952–1959 гг. О.А. Извекова работает доцентом кафедры высшей математики Минского педагогического института. С 1959 по 1968 гг. Ольга Александровна работает доцентом кафедры математики Ленинградского электротехнического института им. Бонч-Бруевича. К концу 1960-х гг. состояние ее резко ухудшилось, однако она продолжала работать в институте, занималась переводами с иностранных языков, давала частные уроки. Умерла Ольга Александровна от рака 28 октября 1968 года в возрасте 79 лет. Она похоронена на Александровском кладбище.

## Научная деятельность
Научные исследования О.А. Костаревой относились к области динамической метеорологии. В 1925 году она опубликовала гидродинамическую работу, в которой применила метод, разработанный профессором А.А. Фридманом, к исследованию одного из случаев атмосферных движений. Ольга Александровна детально познакомилась с графическими методами исследования атмосферы, разработанными норвежским ученым В. Бьеркнесом, и популяризировала теорию происхождения циклонов в своей статье «Новая теория происхождения и развития циклонов». В ряде работ Костаревой приводится исследование атмосферных процессов современными методами. По ходатайству Фридмана Костарева вместе со своим будущим мужем Б.И. Извековым была командирована на два месяца в Норвегию, в Осло и Берген, для изучения работ норвежской школы синоптической и динамической метеорологии. В 1928 году она вместе с Б.И. Извековым была командирована в Германию, в город Ульм, где они познакомились с работами немецких метеорологов, посвященными, в частности, проблемам применения аэрологических данных в синоптической практике. Последующие работы Костаревой касались вопросов, связанных с изучением циклонов, и отражали новые представления об их возникновении. С 1930 года она работала в Горном институте на кафедре математики, а в 1932 году перешла в Ленинградский университет доцентом по кафедре геофизики и читала курс физики атмосферы и курс приближенных вычислений и вела упражнения по курсу геофизики земной коры. Костарева продолжает активно заниматься наукой. В совместной работе с В.А. Давтян «К вопросу о числовых характеристиках циклонов» дается исследование циклона с целью изучения его кинематической структуры. Еще одна ее работа посвящена исследованию волновых процессов в атмосфере синоптическими методами. В своих исследованиях Костарева придерживалась принципов знаменитой норвежской школы метеорологов-теоретиков, объединявших математику с синоптикой для составления более качественных прогнозов погоды. Наряду с научной деятельностью, она вела большую популяризаторскую работу в музее Главной геофизической обсерватории. В 1934 году Ольга Александровна получила звание доцента (решение об утверждении ВАК в звании от 13 декабря 1934 года).
В 1935 году О.А. Костарева перевела книгу В.Д. Гемфриса «Физика воздуха» (книга была сдана в производство 22.09.1935 г., подписана в печать 10.04.1936 г. и вышла в свет в 1936 году). Автором был видный американский метеоролог. Книга была рассчитана на специалистов-метеорологов, геофизиков и физиков. Она могла быть использована студентами и аспирантами указанных специальностей в качестве учебного пособия, а также представляла значительную ценность для летчиков.

## Научные труды
1. Костарева О.А. Новая теория происхождения и развития циклонов (идеи Бъеркнеса о полярном фронте) // Журнал геофизики и метеорологии. 1925. Т. 2. Вып. 1–2. С. 46–68.
2. Костарева О.А. Распределение вертикальных вихрей в циклоне // Журнал геофизики и метеорологии. 1925. Т. 2. Вып. 3–4. С. 211–216.
3. Костарева О.А., Давтян Д.А. К вопросу о числовых характеристиках циклона // Известия ГГО. 1932. № 1–2. С. 13–18.
4. Костарева О.А. К вопросу об исследовании волновых процессов в атмосфере по синоптическому методу проф. Вейкмана // Журнал геофизики. 1933. Т. 3. № 1 (7). С. 93–97.
5. Костарева О.А. К вопросу об исследовании волновых процессов в атмосфере по синоптическому методу проф. Вейкмана // Журнал геофизики. 1933. Т. 3. № 4 (11). С.451–458. (Продолжение предыдущей статьи; дополнена картами и чертежами и некоторыми новыми результатами).

## Переводы
Гемфрис В.Д. Физика воздуха / Пер. О.А. Костаревой, М.А. Омшанского со 2-го амер. изд. М.; Л.: Гл. ред. общетехнической литературы, 1936. 515 с. С. 211–216.